# Lenguas del centro de Nueva Gales del Sur
Los idiomas centrales de Nueva Gales del Sur (NSW central) son una agrupación en gran parte geográfica de lenguas aborígenes australianas dentro de la familia Pama-Nyungan tradicional, que se superponen parcialmente a las lenguas Kuri, subgrupo de las lenguas yuin-kuric.
Los idiomas que se incluyen con mayor frecuencia son:
- Wiradhúricas (Wiradhuri, Ngiyambaa, Gamilaraay)
- Dyangadi (Dyangadi, Nganyaywana)
- Worimi (Worimi, Awabakal)
- muruwarri
- Barranbinja

Bowern & Atkinson (2012) utilizan el término NSW Central para agrupar las lenguas wiradhúricas con el idioma muruwari. Elsewhere it is known as Central Inland NSW.